# Wyszki (województwo podlaskie)
Wyszki – wieś w Polsce, położona w województwie podlaskim, w powiecie bielskim, w gminie Wyszki.
W latach 1975–1998 miejscowość należała administracyjnie do województwa białostockiego.
Miejscowość jest siedzibą gminy Wyszki oraz parafii św. Andrzeja Apostoła.

## Zabytki
- kościół parafialny pod wezwaniem św. Andrzeja Apostoła, 1901–1905, nr rej.:541(540) z 16.09.1983
- cmentarz kościelny, nr rej.:541(540) z 16.09.1983
- ogrodzenie z bramami, nr rej.:541(540) z 16.09.1983[7].